# Jeffrey Zaslow
Jeffrey Lloyd Zaslow (Pensilvânia, 6 de outubro de 1958 - 10 de fevereiro de 2012) foi um escritor americano e colunista do The Wall Street Journal.
Zaslow foi amplamente conhecido como co-autor de livros best-sellers. Foi autor de livros, sendo os mais conhecidos, As Meninas de Ames (2009) e O Momento Mágico (2012).
Morreu aos 53 anos em um acidente de automóvel na estrada de Michigan em Warner Township, enquanto estava em turnê por seu livro The Room Magic